# Erdély Mátyás
Erdély Mátyás (Budapest, 1976. szeptember 17. –) Kossuth-díjas magyar operatőr.

## Élete
Ismert értelmiségi családba született: nagyapja Erdély Miklós, a magyar avantgárd jeles alakja, nagyanyja Szenes Zsuzsa textilművész volt, apja Erdély Dániel grafikus, nevelőanyja pedig Geréb Ágnes, az otthonszülés úttörője.
A Színház- és Filmművészeti Főiskolán végzett kameramanként 1999-ben Kende János osztályában, de tanult két évet az Amerikai Filmintézetben is.

## Szakmai pályafutása
Kezdetben kísérleti és rövidfilmek operatőre volt, majd Hajdu Szabolcs filmjeinek kameramanjaként dolgozott, ám 2001-ben, a Macerás ügyek bemutatóját követően elváltak útjaik. 2008-ig a Krétakör valamennyi előadásának ő volt a fotósa. 2006-ban a Mundruczó Kornél rendezte Jég előadás fénytervezője, 2007-ben Schilling Árpád FEKETEország filmjének operatőre volt.
Nemes Jeles Lászlóval 2004-ben, a Kenyeres Bálint rendezte Before Dawn forgatásán ismerkedtek meg, első közös munkájuk a 2007-ben rendezett Türelem című kisfilm. A Saul fia című film sajátos operatőri feladataira precíz forgatókönyvvel próbáltak felkészülni A forgatás során Erdélyt egy kisebb baleset érte, ezért a film egyes jeleneteit Réder György operatőr forgatta. A film 2015-ben a Cannes-i fesztivál nagydíját, a Golden Globe-díj a legjobb idegen nyelvű filmnek és 2016-ban az Oscar-díj a legjobb idegen nyelvű filmnek járó elismeréseket kapta meg. Külön az operatőri munkát két díjjal ismerte el a filmszakma.
Külföldi forgatásokon is részt vett: Gerardo Naranjo mexikói rendező Miss Bala című akciófilmjének (2011), Sean Durkin négyrészes sorozatának, a Southcliffe-nek (2013), John Pogue brit filmes Az elnémultak (The Quiet Ones, 2014) és Josh Mond James White című, 2015-ben készült független filmjének is ő volt az operatőre.

## Filmográfia[10]
- 1994 – Esti Kornél csodálatos utazása, színész (magyar filmdráma, 99 perc)
- 1996 – H2O, rendező, operatőr (magyar kísérleti film, 3 perc)
- 1997 – A Művész, operatőr (magyar kísérleti film, 14 perc)
- 1997 – A tó, rendező, operatőr (magyar kísérleti film, 4 perc)
- 1997 – Szerelem, operatőr (magyar kísérleti film, 5 perc)
- 1998 – Necropolis, operatőr (magyar filmszatíra, 33 perc)
- 1999 – Jonuc és a koldusmaffia, operatőr (magyar dokumentumfilm, 53 perc)
- 1999 – Kicsimarapagoda, operatőr (magyar kisjátékfilm, 36 perc)
- 1999 – Ördöglakat, operatőr (magyar kisjátékfilm, 34 perc)
- 1999 – Szeptember, operatőr (magyar kísérleti film, 32 perc)
- 2000 – A fehér alsó, operatőr (magyar kisjátékfilm, 14 perc)
- 2000 – Macerás ügyek, operatőr (magyar filmdráma, 83 perc)
- 2001 – Chico, operatőr (német-horvát-magyar-chilei kalandfilm, 110 perc)
- 2002 – Aki értette a növények nyelvét, operatőr (magyar portréfilm, 40 perc)
- 2003 – Örökség: Egy halász története, operatőr (magyar dokumentumfilm, 74 perc)
- 2004 – Before Dawn, operatőr (magyar kísérleti film, 13 perc)
- 2004 – Határontúl, operatőr (magyar kisjátékfilm, 22 perc)
- 2005 – Johanna, operatőr (magyar operafilm, 90 perc)
- 2005 – My Backyard Was a Mountain, operatőr (amerikai rövidfilm, 24 perc)
- 2005 – RECYCLed/Pro-Reo-Neo, operatőr (magyar kisjátékfilm, 20 perc)
- 2007 – Egy nő igaz története, operatőr (magyar dokumentumfilm, 24 perc)
- 2007 – FEKETEország, operatőr (magyar színházfilm, 143 perc)
- 2007 – Türelem, operatőr (magyar kisjátékfilm, 14 perc)
- 2008 – 5 mérföld, operatőr (angol rövidfilm, 18 perc)
- 2008 – A repülés története, operatőr (magyar-francia kisjátékfilm, 15 perc)
- 2008 – Delta, operatőr (magyar-német filmdráma, 92 perc)
- 2008 – Első szerelem, operatőr (magyar kisjátékfilm, 20 perc)
- 2008 – Mama, operatőr (magyar kisjátékfilm, 8 perc)
- 2008 – The Counterpart, operatőr (magyar-holland kisjátékfilm, 14 perc)
- 2009 – Londoni Au Pair, operatőr (magyar kisjátékfilm)
- 2010 – Az úr elköszön, operatőr (magyar kisjátékfilm, 25 perc)
- 2010 – Szelíd teremtés. A Frankenstein terv, operatőr (magyar-német-osztrák filmdráma, 105 perc)
- 2011 – Hodor aurA nyilvánvaló titkai, operatőr
- 2011 – Miss Bala, operatőr (mexikói filmdráma, 113 perc)
- 2012 – The Woman Who Brushed Off Her Tears, operatőr (macedón-német-szlovén-belga filmdráma, 103 perc)
- 2014 – Az elnémultak, operatőr (amerikai horror, 98 perc)
- 2015 – Saul fia, operatőr (magyar filmdráma, 107 perc)
- 2018 – Napszállta, operatőr (magyar-francia dráma, 144 perc)

## Díjai
- 2010: Best Cinematography - Sevillai Európai Filmfesztivál: a Szelíd teremtés - A Frankenstein-terv c. film
- 2010: Magyar Filmdíj a legjobb operatőrnek - Magyar Filmhét Budapest, Az úr elköszön c. kisjátékfilm[7]
- 2015: A nemzetközi zsűri fődíja (Golden Camera 300) - Manaki Brothers Film Festival(wd) (Bitola, Észak-Macedónia) Saul fia[11]
- 2015: Bronz Béka Camerimage (Bydgoszcz, Lengyelország) Saul fia[12]
- 2016: Kossuth-díj[6]